# Asporin
Asporin‏ (Asporin) هوَ بروتين يُشَفر بواسطة جين Asporin في الإنسان.